# A Lenda de Tarzan
The Legend of Tarzan (bra/prt: A Lenda de Tarzan) é um filme de ação e aventura dirigido por David Yates, baseado no personagem Tarzan, criado por Edgar Rice Burroughs. The Legend of Tarzan é coproduzido por Jerry Weintraub, e escrito por Stuart Beattie, Craig Brewer, John Collee e Adam Cozad. Tem a participação de Alexander Skarsgård como Tarzan, Samuel L. Jackson,  Margot Robbie, Djimon Hounsou e Christoph Waltz.
A fotografia foi iniciada em junho de 2014 nos estúdios da Warner Bros. em Leavesden no Reino Unido. A Warner, Village Roadshow Pictures e Jerry Weintraub Productions coproduziram o filme com a Dark Horse Entertainment e Riche Productions. Foi lançado em 1 de julho de 2016 em 3D e IMAX 3D. O filme é dedicado a Weintraub, que faleceu em 6 de julho de 2015.

## Sinopse
Já se passaram muitos anos desde que o homem conhecido como Tarzan deixou as selvas de África para viver em Londres como John Clayton III, Lorde Greystoke, junto de sua esposa, Jane Porter. Agora, foi convidado para regressar ao Congo para servir como emissário do Parlamento, sem perceber que é apenas um peão numa convergência letal de ganância e vingança, engendrada pelo corrupto Capitão Rom.

## Elenco
- Alexander Skarsgård como John Clayton III, Lord Greystoke / Tarzan. Sobre o seu personagem, Skarsgård disse "é um homem que está agarrado atrás e lentamente vai descascando as camadas, ficando num estado mais animalesco, permitindo que esse lado da sua personalidade saia para fora."[7] Para ficar na forma de Tarzan, Skarsgård esteve quatro meses em regime de treino antes de começarem a produção de fotografia.[7]
  - Rory J. Saper como o jovem Tarzan
- Margot Robbie como Jane Porter
  - Ella Purnell como a jovem Jane Porter
- Samuel L. Jackson como George Washington Williams[9]
- Christoph Waltz como o Capitão Rom, um capitão belga impiedoso e corrupto.
- Djimon Hounsou como o Chefe Mbonga
- Simon Russell Beale como o Senhor Frum[10][11]
- Osy Ikhile como Kwete
- Casper Crump como o Capitão Kerchover
- Ashley Byam como Kasai

## Dublagem brasileira
- Tarzan e John Clayton Iii:Alexandre Marconatili[12]
- Clayton:Priscila Franco[12]
- George Washington Williams:Armando Tiraboschi[12]
- Capitão Léon Rom:Marcelo Pissardini[12]
- Chefe Mbonga:Wellington Lima[12]